# Iodur de liti
El iodur de liti, LiI, és un compost inorgànic iònic format per cations liti, Li+, i anions iodur, I–. Es presenta en forma de cristalls blancs, que són molt higroscòpics, per la qual cosa forma hidrats, el més important el iodur de liti trihidratat, LiI·3H₂O. La seva estructura cristal·lina és cúbica centrada en les cares, tipus clorur de sodi. És molt soluble en aigua i soluble en etanol i acetona.

## Preparació
Es pot preparar de les següents maneres:
- Passant iode, I₂, en forma de vapor damunt liti calent:

Li + ½ I₂ → LiI
- Mitjançant reacció de l'hidròxid de liti, LiOH, o del carbonat de liti, Li₂CO₃, amb àcid iodhídric, HI:

Li₂CO₃ + 2HI → 2LiI + CO₂ + H₂O

## Aplicacions
- El iodur de liti activat amb europi, LiI (Eu), i enriquit en l'isòtop Li-6, s'empra com a detector de neutrons tèrmics. La detecció s'aconsegueix indirectament a través de la reacció nuclear:

⁹Li + ¹n → 3H + α
- Les bateries elèctriques per a marcapassos són de Liti/Iode-polivinilpiridina. L'oxidació del liti produeix cations liti, Li+, i la reducció del iode, I₂ complexat amb la polivinilpiridina (PVP), produeix anions iodur, I–, que formen el iodur de liti. Aquestes piles presenten un voltatge molt estable (2,8 V), la seva descàrrega és molt predicible i no produeixen gasos. Poden durar més de 5 anys.[1]
- En síntesi orgànica s'utilitza per a la hidròlisi d'esters metílics a àcids carboxílics:[2]

RCO₂CH₃ + LiI + H₂O → RCO₂H + LiOH + CH₃I
- S'utilitza, conjuntament amb altres halogenurs de liti, en sistemes de refrigeració per absorció.